# Pingju

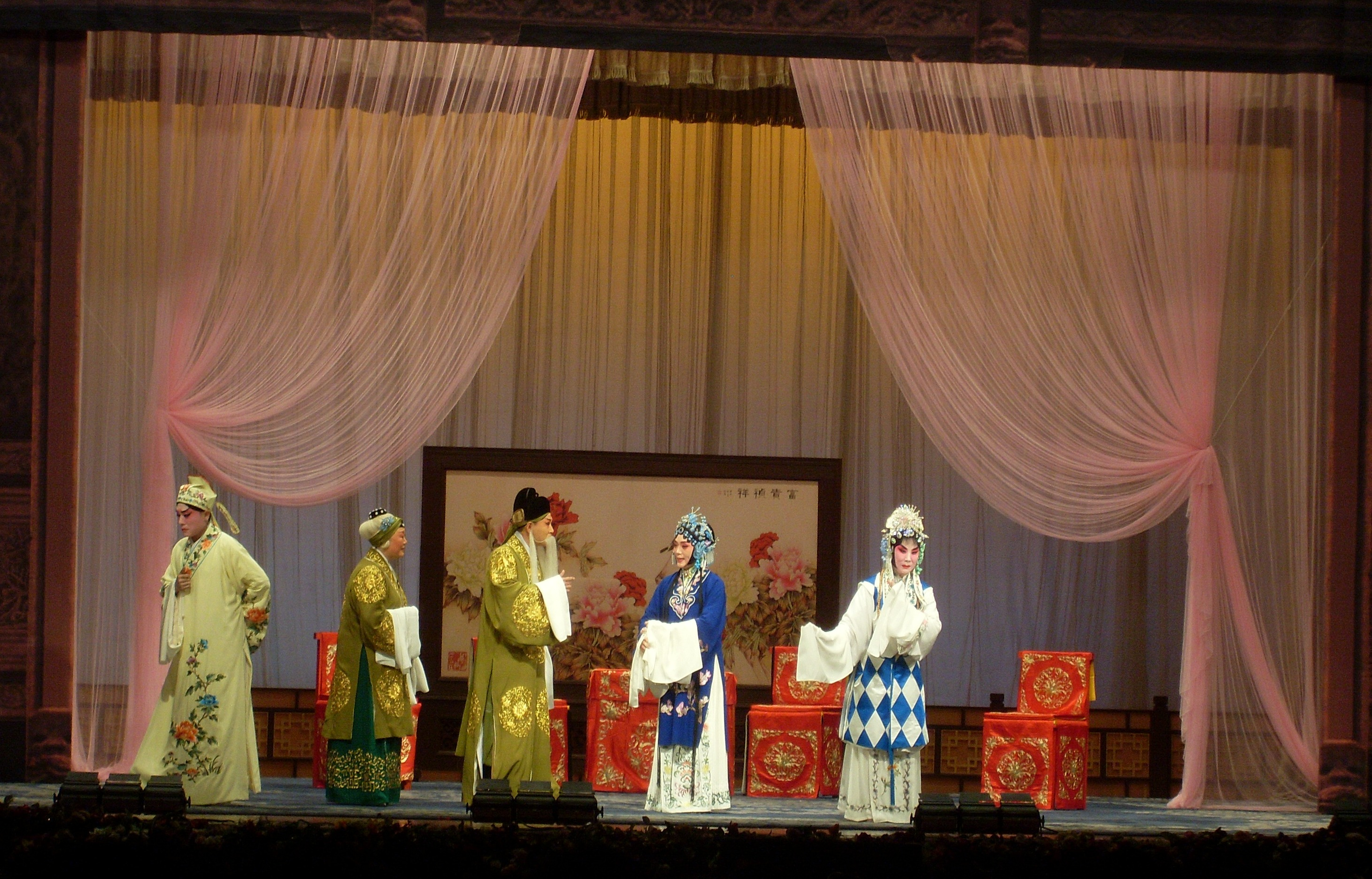
Una representación de una ópera Pingju en Tianjin

Pingju u ópera Ping (en chino simplificado, 评剧; pinyin, píngjù) es una forma de ópera china originaria del norte de China. Destaca por su uso del chino vernáculo y sus melodías sencillas, lo que contribuyó a su fama entre las clases populares.

## Historia
La ópera Pingju se originó en Tangshan, provincia de Hebei, cerca de la ciudad de Tianjin, alrededor de 1910 y evolucionó a partir de Lianhualao, una canción popular muy conocida en la provincia de Hebei, en el norte de China, y su área vecina, a finales de la dinastía Qing (1644-1911). Se inspiró en la ópera de badajos de madera de Hebei (Hebei bangzi) y la ópera de Pekín, al tiempo que integraba diferentes artes y estilos propios del noreste de China.

Su creador fue el dramaturgo Cheng Zhaocai. Entre sus obras más destacadas se incluyen: Flores como alcaiotas y La viuda Ma abre una tienda. Entre todas las óperas regionales de China, fue la más famosa durante el periodo republicano por la intensidad de sus interpretaciones y sus tramas románticas. Aunque, alcanzarían su época dorada durante las décadas de 1950 y 1960.

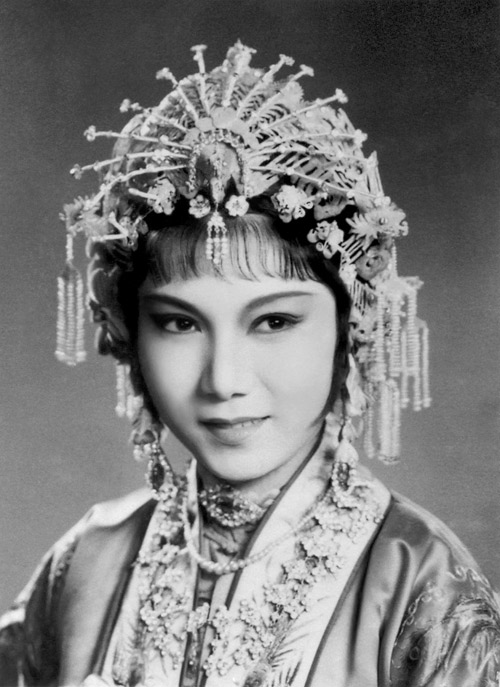
Xin Fengxia en la ópera pingju Flores como casamenteras

Algunas películas de la época incorporaron la opera pingju en su metraje, como la película de 1936, Begonia Roja (t 海棠紅, s 海棠红, Hǎitáng Hóng), de Zhang Shichuan, que presenta a la intérprete de pingju Bai Yushuang. Quien era conocida como la «reina del pingju», e incluso creó su propia escuela. Otras artistas famosas fueron Xin Fengxia y su mentora Hua Furong.

## Papeles
En la etapa inicial, la ópera Pingju no tenía una división clara de roles. En un típico drama Pingju, solo había personajes masculinos y femeninos, que eran interpretados por dos o como máximo tres actores y actrices, que retrataban personajes diferentes con propiedades escénicas simples. Después de una importante reforma entre 1909 y 1921, la ópera Pingju se convirtió en una forma operística importante. Aprendió de la ópera de Pekín y de la ópera de badajos de madera de Hebei, y poco a poco completó su propia categoría de papeles.
Actualmente la ópera Pingju tiene varios tipos de papeles femeninos (Dan) de Qingyi (mujeres maduras, virtuosas y de élite), Huadan (mujeres solteras), Laodan (mujeres mayores) y Caidan (mujeres divertidas). Los tipos de roles masculinos (Sheng) incluyen Xiaosheng (jóvenes) y Laosheng (ancianos), el papel de hombre rudo de Hualian (Jing, el papel masculino con un fuerte personaje con la cara pintada) y el papel de payaso (Chou).
Después de la fundación de la Nueva China, los papeles masculinos se desarrollaron sustancialmente: se creó el papel de Huanglian y se perfeccionó el papel de Laosheng. El acompañamiento musical también se reformó para adaptarse a nuevas categorías vocales.

## Instrumentos musicales
Los instrumentos musicales de acompañamiento se dividen en dos grupos: instrumentos de cuerda y viento e instrumentos de percusión. Los instrumentos de percusión incluyen tambor, bangzi (梆子), gong y platillos pequeños, mientras que los instrumentos de cuerda y viento incluyen el banhu, erhu, zhonghu, dihu y pipa. También se adoptaron instrumentos musicales occidentales, incluidos el bajo y el metal, el violonchelo y el violín.

## Melodías
Las melodías se desarrollan a partir de la música folclórica de Tangshan y Lianhualuo, absorbiendo factores musicales de otras óperas locales, como el dúo de canto y danza del noreste, la ópera de Pekín, la ópera de badajos de madera de Hebei y otras óperas locales de Pekín y Tianjin.